# Girabola de 2021–22
O Girabola 2021-22 ou Girabola Zap 2021-22, por motivos de patrocínio, é a 44.ª edição do Campeonato Nacional de Seniores da Angola organizado pela Federação Angolana de Futebol.

## Regulamento
O Girabola é disputada por 16 clubes em dois turnos. Em cada turno, todos os times jogam entre si uma única vez. Os jogos do segundo turno são realizados na mesma ordem do primeiro, apenas com o mando de campo invertido. Não há campeões por turnos, sendo declarado campeão da Angola o time que obtiver o maior número de pontos após as 30 rodadas.

### Critérios de desempate
Caso haja empate de pontos entre dois clubes, os critérios de desempates serão aplicados na seguinte ordem:
1. Confronto direto
2. Saldo de gols
3. Gols marcados

## Participantes
| Clubes               | Cidade   | Em 2020-21 | Estádio                | Capacidade | Títulos                 |
| -------------------- | -------- | ---------- | ---------------------- | ---------- | ----------------------- |
| Académica do Lobito  | Lobito   | 8º         | Estádio do Buraco      | 5 000      | 0 (não possui)          |
| Bravos do Maquis     | Luena    | 4º         | Estádio Mundunduleno   | 4 300      | 0 (não possui)          |
| Cuando-Cubango       | Menongue | 12º        | Estádio dos Eucaliptos | 4 000      | 0 (não possui)          |
| Desportivo da Huíla  | Lubango  | 11º        | Estádio Tundavala      | 20 000     | 0 (não possui)          |
| Interclube           | Luanda   | 5º         | Joaquim Dinis          | 12 000     | 2 (último em: 2010)     |
| Kabuscorp            | Luanda   |            | Estádio dos Coqueiros  | 12 000     | 1 (último em: 2013)     |
| Lunda Sul            | Saurimo  | Debutante  | Estádio das Mangueiras | 7 000      | 0 (não possui)          |
| Petro Luanda         | Luanda   | 2º         | 11 de Novembro         | 48 500     | 15 (último em: 2009)    |
| Primeiro de Agosto   | Luanda   | 3º         | 11 de Novembro         | 48 500     | 13 (último em: 2018-19) |
| Progresso            | Luanda   | 9º         | Estádio da Cidadela    | 50 000     | 0 (não possui)          |
| Recreativo da Caála  | Caála    | 6º         | Mártires da Canhala    | 11 000     | 0 (não possui)          |
| Recreativo do Libolo | Libolo   | 10º        | Estádio de Calulo      | 5 000      | 4 (último em: 2015)     |
| Sagrada Esperança    | Dundo    | 1º         | Sagrada Esperança      | 8 200      | 2 (último em: 2020-21)  |
| Sporting de Benguela | Benguela |            | Nacional de Ombaka     | 35 000     | 0 (não possui)          |
| Sporting de Cabinda  | Cabinda  | 13º        | Nacional do Chiazi     | 20 000     | 0 (não possui)          |
| Wiliete              | Benguela | 7º         | Nacional de Ombaka     | 35 000     | 0 (não possui)          |

## Classificação
| Pos. | Equipes              | P  | J  | V  | E  | D  | GP | GC | SG  | Classificação ou rebaixamento                                 |
| ---- | -------------------- | -- | -- | -- | -- | -- | -- | -- | --- | ------------------------------------------------------------- |
| 1    | Petro Luanda         | 75 | 30 | 23 | 6  | 1  | 74 | 17 | +57 | Classificados para a Liga dos Campeões da CAF de 2021–22      |
| 2    | Primeiro de Agosto   | 61 | 30 | 18 | 7  | 5  | 55 | 21 | +34 | Classificados para a Liga dos Campeões da CAF de 2021–22      |
| 3    | Sagrada Esperança    | 60 | 30 | 18 | 6  | 6  | 49 | 22 | +27 | Classificados para a Copa das Confederações da CAF de 2021–22 |
| 4    | Interclube           | 50 | 30 | 14 | 8  | 8  | 41 | 28 | +13 |                                                               |
| 5    | Bravos do Maquis     | 46 | 30 | 12 | 10 | 8  | 34 | 31 | +3  |                                                               |
| 6    | Desportivo da Huíla  | 45 | 30 | 12 | 9  | 9  | 40 | 34 | +6  |                                                               |
| 7    | Recreativo da Caála  | 42 | 30 | 11 | 9  | 10 | 30 | 19 | +11 |                                                               |
| 8    | Académica do Lobito  | 40 | 30 | 10 | 10 | 10 | 38 | 31 | +7  |                                                               |
| 9    | Recreativo do Libolo | 37 | 30 | 9  | 10 | 11 | 28 | 31 | -3  |                                                               |
| 10   | Cuando-Cubango       | 36 | 30 | 9  | 9  | 12 | 22 | 33 | -11 |                                                               |
| 11   | Wiliete              | 34 | 30 | 7  | 13 | 10 | 38 | 40 | -2  |                                                               |
| 12   | Sporting Cabinda     | 33 | 30 | 8  | 9  | 13 | 20 | 37 | -17 |                                                               |
| 13   | Lunda Sul            | 32 | 30 | 6  | 14 | 10 | 24 | 30 | -6  |                                                               |
| 14   | Kabuscorp            | 20 | 30 | 6  | 11 | 13 | 31 | 40 | -9  | Rebaixados à Segunda Divisão de 2022-23                       |
| 15   | Progresso            | 19 | 30 | 4  | 7  | 19 | 22 | 61 | -39 | Rebaixados à Segunda Divisão de 2022-23                       |
| 16   | Sporting de Benguela | 9  | 30 | 1  | 6  | 23 | 15 | 86 | -71 | Rebaixados à Segunda Divisão de 2022-23                       |